# Шмарє-при-Сежані
Шмарє-при-Сежані (словен. Šmarje pri Sežani) — поселення в общині Сежана, Регіон Обално-крашка, Словенія. Висота над рівнем моря: 303,4 м. Розташоване на північ від Сежана.